# Chapultepec, Puebla
Chapultepec är en ort i Mexiko.   Den ligger i kommunen Tepexi de Rodríguez och delstaten Puebla, i den sydöstra delen av landet, 160 km sydost om huvudstaden Mexico City. Chapultepec ligger 1 791 meter över havet och antalet invånare är 607.
Terrängen runt Chapultepec är kuperad västerut, men österut är den platt. Runt Chapultepec är det glesbefolkat, med 19 invånare per kvadratkilometer. Närmaste större samhälle är Santa Inés Ahuatempan, 9,2 km söder om Chapultepec. Trakten runt Chapultepec består till största delen av jordbruksmark.